# Papenberge (Hennigsdorf)
Papenberge ist ein Wohnplatz der amtsfreien Stadt Hennigsdorf im Landkreis Oberhavel in Brandenburg.

## Geographie
Der Ort liegt vier Kilometer südlich von Hennigsdorf und sieben Kilometer nördlich von Berlin-Spandau am westlichen Ufer der Havel, in deren Flussmitte sich die Landesgrenze zu Berlin befindet. Die Nachbarorte sind Nieder Neuendorf im Norden, Berlin-Heiligensee im Nordosten, Berlin-Konradshöhe im Südosten, Berlin-Hakenfelde im Süden, Schönwalde-Siedlung im Westen sowie Gertrudenhof im Nordwesten.

## Geschichte
Die erste schriftliche Erwähnung des Ortes stammt aus dem Jahr 1232. Darin wurde er unter der Bezeichnung „ad montem Babe“ aufgeführt.